# Новента Падована
Новента Падована (итал. Noventa Padovana) је насеље у Италији у округу Падова, региону Венето.
Према процени из 2011. у насељу је живело 9131 становника. Насеље се налази на надморској висини од 13 м.

## Становништво
| 1931. | 1936. | 1951. | 1961. | 1971. | 1981. | 1991. | 2001. | 2011.  |
| ----- | ----- | ----- | ----- | ----- | ----- | ----- | ----- | ------ |
| 3.104 | 3.264 | 3.745 | 4.395 | 6.709 | 7.688 | 7.508 | 8.083 | 10.881 |